# Oceanisch kampioenschap voetbal onder 20 - 1985
Het Oceanisch kampioenschap voetbal onder 20 van 1985 was de 5e editie van het Oceanisch kampioenschap voetbal onder 20, een OFC-toernooi voor nationale ploegen van spelers onder de 20 jaar. Zes landen namen deel aan dit toernooi dat van 15 tot en met 24 februari in Sydney, Australië, werd gespeeld. Australië werd winnaar van het toernooi.
Dit toernooi dient tevens als kwalificatietoernooi voor het wereldkampioenschap voetbal onder 20 van 1985. De winnaar van dit toernooi plaatst zich dat was Australië.

## Eindstand
| Pos. | Land                | GW | W | G | V | DV | DT | +/− | Ptn. |
| ---- | ------------------- | -- | - | - | - | -- | -- | --- | ---- |
| 1    | Australië           | 5  | 5 | 0 | 0 | 20 | 4  | +16 | 10   |
| 2    | Israël              | 5  | 3 | 1 | 1 | 15 | 6  | +9  | 7    |
| 3    | Nieuw-Zeeland       | 5  | 3 | 0 | 2 | 21 | 9  | +12 | 6    |
| 4    | Chinees Taipei      | 5  | 2 | 0 | 3 | 7  | 12 | –5  | 4    |
| 5    | Fiji                | 5  | 1 | 1 | 3 | 9  | 12 | –3  | 3    |
| 6    | Papoea-Nieuw-Guinea | 5  | 0 | 0 | 5 | 2  | 31 | –29 | 0    |

## Wedstrijden
|                  |                                                                       |     |                     |                                                      |
| 15 februari 1985 | Fiji                                                                  | 5–1 | Papoea-Nieuw-Guinea | Sydney, Australië Scheidsrechter: Lennox Sharp (NZL) |
| 15 februari 1985 | Epeli Deama 12' James Hoyt 29', 58' Ivor Evans 50' Isikeli Delana 75' |     | David Laviong 85'   | Sydney, Australië Scheidsrechter: Lennox Sharp (NZL) |

|                  |                          |     |                          |                                                      |
| 15 februari 1985 | Israël                   | 3–1 | Chinees Taipei           | Sydney, Australië Scheidsrechter: Don Campbell (AUS) |
| 15 februari 1985 | Yaron Cohen 7', 49', 60' |     | Lai Kuan Chou 85' (pen.) | Sydney, Australië Scheidsrechter: Don Campbell (AUS) |

|                  |                                      |     |                      |                                                       |
| 15 februari 1985 | Australië                            | 2–1 | Nieuw-Zeeland        | Sydney, Australië Scheidsrechter: Tilinger Yeir (ISR) |
| 15 februari 1985 | John Panagis 67' Chris Kalantzis 85' |     | Neil Cave 30' (pen.) | Sydney, Australië Scheidsrechter: Tilinger Yeir (ISR) |

|                  |                                                                            |     |                     |                                                        |
| 17 februari 1985 | Israël                                                                     | 6–0 | Papoea-Nieuw-Guinea | Sydney, Australië Scheidsrechter: Mahendra Singh (FIJ) |
| 17 februari 1985 | Yaron Cohen 7', 83' Alson Natan 29', 59' (pen) Izenberg 74' Alon Hazan 81' |     |                     | Sydney, Australië Scheidsrechter: Mahendra Singh (FIJ) |

|                  |                                                              |     |                   |                                                   |
| 17 februari 1985 | Nieuw-Zeeland                                                | 4–1 | Chinees Taipei    | Sydney, Australië Scheidsrechter: Ian Moule (PNG) |
| 17 februari 1985 | Neil Cave 14' Darren McClennan 32' Phil Barton 84' Jones 90' |     | Lai Kuan Chou 40' | Sydney, Australië Scheidsrechter: Ian Moule (PNG) |

|                  |                                                                                     |     |                      |                                                        |
| 17 februari 1985 | Australië                                                                           | 6–1 | Fiji                 | Sydney, Australië Scheidsrechter: Chen Ming Chen (TPE) |
| 17 februari 1985 | Chris Kalantzis 21', 78' Lou Hristodoulou 37', 72' John Panagis 49' Sian Ingham 62' |     | Ivor Evans 57' (pen) | Sydney, Australië Scheidsrechter: Chen Ming Chen (TPE) |

|                  |                                                         |     |                |                                                      |
| 20 februari 1985 | Australië                                               | 3–0 | Chinees Taipei | Sydney, Australië Scheidsrechter: Don Campbell (AUS) |
| 20 februari 1985 | John Panagis 28' Andrew Bernal 52' Lou Hristodoulou 60' |     |                | Sydney, Australië Scheidsrechter: Don Campbell (AUS) |

|                  |        |     |        |                                                      |
| 20 februari 1985 | Israël | 0–0 | Israël | Sydney, Australië Scheidsrechter: Don Campbell (AUS) |
| 20 februari 1985 |        |     |        | Sydney, Australië Scheidsrechter: Don Campbell (AUS) |

|                  | |      |                     |                                                        |
| 20 februari 1985 | Nieuw-Zeeland | 11–0 | Papoea-Nieuw-Guinea | Sydney, Australië Scheidsrechter: Mahendra Singh (FIJ) |
| 20 februari 1985 | Phil Barton 1', 55', 84' Neil Cave 9', 11', 81' Darren McClennan 19', 41' Koale Papi 46', e.d.' Mark Cossey 48' Paul Olsterhoorn 76' |      |                     | Sydney, Australië Scheidsrechter: Mahendra Singh (FIJ) |

|                  |                                                                       |     |                     |                                                      |
| 22 februari 1985 | Australië                                                             | 6–0 | Papoea-Nieuw-Guinea | Sydney, Australië Scheidsrechter: Lennox Sharp (NZL) |
| 22 februari 1985 | Chris Kalantzis 5', 26', 38', 70' Lou Hristodoulou 21' Kanesoulis 78' |     |                     | Sydney, Australië Scheidsrechter: Lennox Sharp (NZL) |

|                  |                                        |     |                                  |                                                   |
| 22 februari 1985 | Israël                                 | 4–2 | Nieuw-Zeeland                    | Sydney, Australië Scheidsrechter: Ian Moule (PNG) |
| 22 februari 1985 | Izenberg 59', 64', 72' Alson Natan 74' |     | Mike Irving 12' Paul Probert 30' | Sydney, Australië Scheidsrechter: Ian Moule (PNG) |

|                  |                                      |     |                    |                                                       |
| 22 februari 1985 | Chinees Taipei                       | 2–1 | Fiji               | Sydney, Australië Scheidsrechter: Tilinger Yeir (ISR) |
| 22 februari 1985 | Yeh Ching Tong 40' Lai Kuan Chou 60' |     | Ravuama Madigi 72' | Sydney, Australië Scheidsrechter: Tilinger Yeir (ISR) |

|                  |                                           |     |                     |                                                       |
| 24 februari 1985 | Chinees Taipei                            | 3–1 | Papoea-Nieuw-Guinea | Sydney, Australië Scheidsrechter: Tilinger Yeir (ISR) |
| 24 februari 1985 | Yeh Ching Tong 48', 60' Chien Yi Hsiu 81' |     | Pahun Sinsol 5'     | Sydney, Australië Scheidsrechter: Tilinger Yeir (ISR) |

|                  |                                            |     |                                              |                                                      |
| 24 februari 1985 | Nieuw-Zeeland                              | 3–2 | Fiji                                         | Sydney, Australië Scheidsrechter: Don Campbell (AUS) |
| 24 februari 1985 | Darren McClennan 37' Mark Cossey 43' (pen) |     | Isikeli Delana 9' (pen) Aiyub Khan 67' (pen) | Sydney, Australië Scheidsrechter: Don Campbell (AUS) |

|                  |                                           |     |                                 |                                                        |
| 24 februari 1985 | Australië                                 | 3–2 | Israël                          | Sydney, Australië Scheidsrechter: Chen Ming Chen (TPE) |
| 24 februari 1985 | Chris Kalantzis 30' Alex Bundalo 79', 89' |     | Alson Natan 27' Nir Klinger 80' | Sydney, Australië Scheidsrechter: Chen Ming Chen (TPE) |

1974 · 1978 · 1980 · 1982 · 1985 · 1986 · 1988 · 1990 · 1992 · 1994 · 1997 · 1998 · 2001 · 2002 · 2005 · 2007 · 2008 · 2011 · 2013 · 2014 · 2016 · 2018 · 2022

Jeugdtoernooi OFC mannen: onder 16

Jeugdtoernooi OFC vrouwen: onder 16 · onder 19